# 日野康子
日野康子（ひの やすこ，1369年—1419年11月28日），室町時代女性人物。室町幕府3代将軍足利義满的继室。父日野資康。院号北山院。後小松天皇准母，称南御所。妹日野荣子为4代将軍足利義持正室、5代将軍足利義量生母。
应安2年（南朝正平24年，1369年）出生，1394年（应永元年）继日野業子（康子姑母）之后成为足利義满正室，因住在北山第南御所被称为南御所。1405年，日野业子去世后，康子成为继任御台所。1406年（应永13年）後圆融天皇皇后、後小松天皇生母通陽門院藤原（三条）严子驾崩，義满以天皇一代有兩次諒闇（天皇服喪）不吉为理由，与关白一条经嗣沟通，准备以康子为後小松天皇准母。1407年（应永14年）叙任准三后・从一位，受宣下院号北山院。1408年，足利义满去世後，康子和妹夫足利義持关系疏远。应永26年十一月十一（1419年11月28日）日野康子去世。義持对義满朝廷政策的否定影響到了康子死后作为準国母葬儀。康子死後一月，御所北山第解体，所領之地返還後小松天皇。 

## 脚注
1. ↑  《兼宣公記》应永24年正月10日条
2. ↑  樱井英治《室町人の精神 日本の歴史12》（講談社学術文庫）2009年（原著は2001年）ISBN 978-4062689120 、84-85p